# Glenvil
Glenvil és una població dels Estats Units a l'estat de Nebraska. Segons el cens del 2000 tenia 332 habitants.

## Demografia
Segons el cens del 2000, Glenvil tenia 332 habitants, 132 habitatges, i 97 famílies. La densitat de població era de 754 habitants per km².
Dels 132 habitatges en un 32,6% hi vivien nens de menys de 18 anys, en un 63,6% hi vivien parelles casades, en un 6,8% dones solteres, i en un 25,8% no eren unitats familiars. En el 22% dels habitatges hi vivien persones soles el 9,1% de les quals corresponia a persones de 65 anys o més que vivien soles. El nombre mitjà de persones vivint en cada habitatge era de 2,52 i el nombre mitjà de persones que vivien en cada família era de 2,89.
Per edats la població es repartia de la següent manera: un 26,5% tenia menys de 18 anys, un 9,3% entre 18 i 24, un 27,4% entre 25 i 44, un 21,4% de 45 a 60 i un 15,4% 65 anys o més.
L'edat mediana era de 35 anys. Per cada 100 dones de 18 o més anys hi havia 112,2 homes.
La renda mediana per habitatge era de 36.875 $ i la renda mediana per família de 39.625 $. Els homes tenien una renda mediana de 26.417 $ mentre que les dones 15.938 $. La renda per capita de la població era de 18.532 $. Aproximadament l'1,8% de les famílies i l'1,9% de la població estaven per davall del llindar de pobresa.

## Poblacions més properes
El següent diagrama mostra les poblacions més properes.